# Броссуа, Лоран
Лора́н Броссуа́ (фр. Laurent Brossoit; 23 марта 1993, Порт-Алберни, Британская Колумбия, Канада) — канадский хоккеист, вратарь клуба Национальной хоккейной лиги «Чикаго Блэкхокс».

## Игровая карьера

### Юниорская карьера
В 2008 году был выбран на Драфте ЗХЛ во 2-м раунде под общим 26-м номером командой «Эдмонтон Ойл Кингз». В сезоне 2008/09 Броссуа сыграл в 20 играх за «Вэлли Уэст Хокс» из BCMML, а также в одной за «Ойл Кингз». В сезоне 2009/10 провел 26 встреч за «Ковичан Уэлли Кэпиталз» из хоккейной лиги Британской Колумбии,  а также 2 встречи за «Эдмонтон». В «Ойл Кингз» играл с 2009 по 2013 год. В 2012 году вместе с «Эдмонтоном» он выиграл чемпионат ЗХЛ и принял участие в Мемориальном Кубке. 2 апреля 2013 года Броссуа был назван лучшим вратарем сезона Западной Хоккейной Лиги и помог вновь дойти команде до финала, где они уже уступили «Портленду» в шести матчах.

### Профессиональная карьера

#### Калгари Флэймз
На Драфте НХЛ 2011 года был выбран в 6-м раунде под общим 164-м номером командой «Калгари Флэймз». 4 апреля 2013 Броссуа подписал с «Флэймз» трехлетний контракт новичка . Несмотря на слухи о продолжении сезона 2012/13 в стане «Калгари», Лоран не получил шанса.

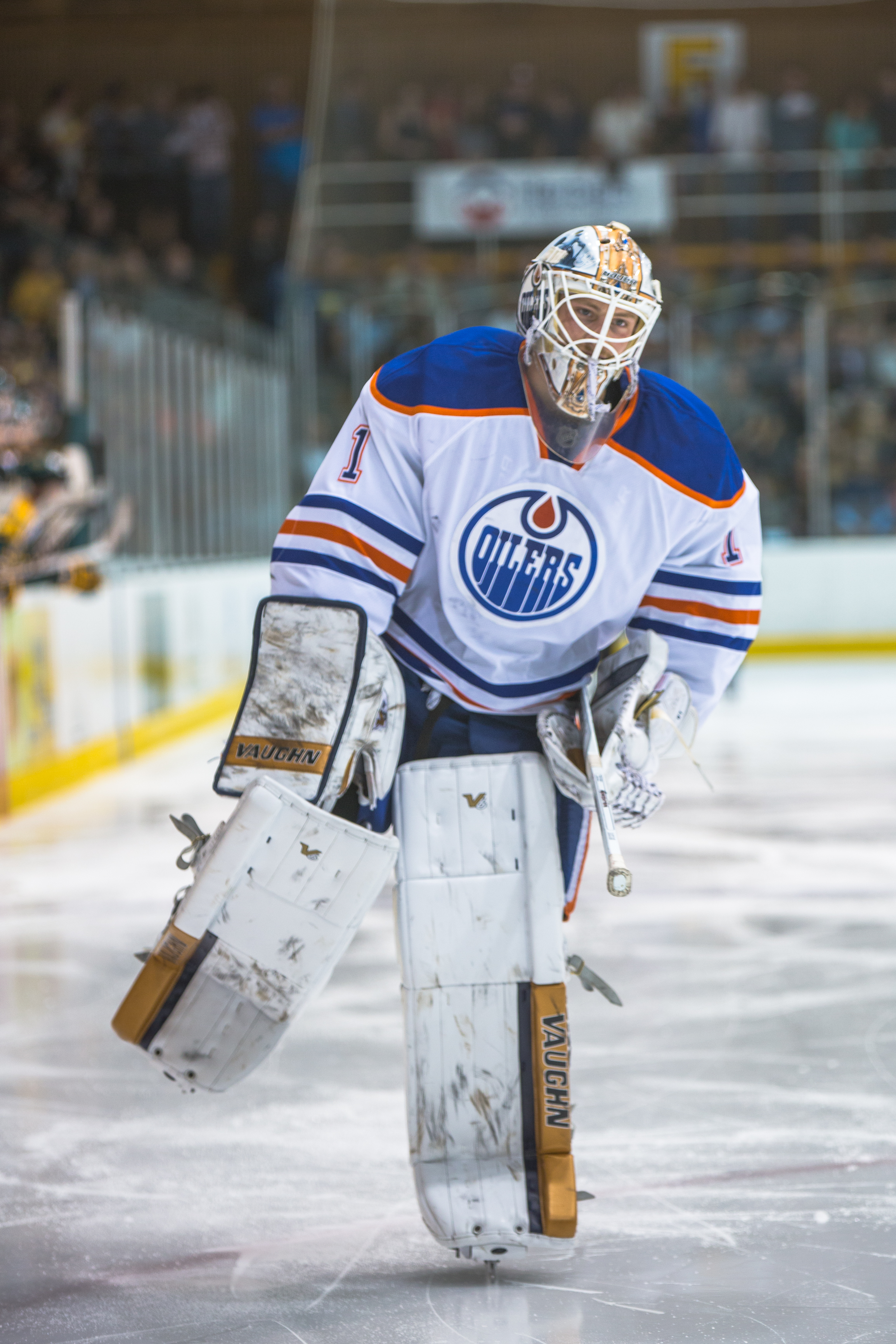
Броссуа в составе «Эдмонтон Ойлерз» в 2014 году

#### Эдмонтон Ойлерз
Начало сезона 2013/14 Броссуа чередовал в клубе АХЛ «Абботсфорд Хит» и клубе ECHL «Аляска Эйсез», а 8 ноября 2013 года и вовсе был обменян в «Эдмонтон Ойлерз» вместе с нападающим Романом Гораком на защитника Ладислава Шмида и вратаря Оливье Руа. Оставшийся сезон Броссуа преимущественно провел в ECHL за «Бейкерсфилд Кондорс», сыграв еще 8 матчей за клуб АХЛ «Оклахома-Сити Баронс». 24 марта 2014 года был вызван из АХЛ для того, чтобы он был запасным вратарем для Бена Скривенса.  Первую игру в НХЛ провел 9 апреля 2015 года в матче против «Сан-Хосе Шаркс», отразив 49 бросков из 51, однако «Ойлерз» проиграли этот матч. В конце сезона 2015/16 получил шанс сыграть в пяти матчах за «Ойлерз», однако все матчи «Эдмонтон» проиграл. 1 марта 2016 года подписал контракт с «Эдмонтоном» на 2 года и общую сумму $ 1,5 млн. 21 января 2017 года одержал первую победу в НХЛ в матче против «Калгари Флэймз» — команды, которая его задрафтовала.

#### Виннипег Джетс
1 июля 2018 года подписал однолетний контракт с «Виннипег Джетс», будучи свободным агентом на сумму $ 650 тыс. 22 декабря 2018 года сыграл первый матч «на ноль» в НХЛ, не пропустив ни одной шайбы и отразив все 40 бросков в матче против «Ванкувер Кэнакс». 25 мая 2019 года Броссуа переподписал контракт с «Виннипег Джетс» на сумму $ 1,225 млн. 2 октября 2020 года «Джетс» и Броссуа подписали новый однолетний контракт на сумму $ 1,5 млн.

#### Вегас Голден Найтс
28 июля 2021 года, будучи неограниченно свободным агентом, подписал двухлетний контракт с «Вегас Голден Найтс». По итогам первого сезона он стал вторым вратарём команды, сыграв 24 игры, одержав 10 побед и проиграв 9 матчей, а также оформив показатели процента отражённых бросков (.895).
В сезоне 2022/23 он стал членом «Голден Найтс», который по итогам сезона выиграл первый в истории Кубок Стэнли. Броссуа играл и в регулярном чемпионате, сыграв 7 игр, а также играл в плей-офф. Броссуа не играл в финале и его имя не было внесено на Кубок, но он участвовал в церемонии награждения команды.

#### Возвращение в «Джетс»
1 июля 2023 года в качестве свободного агента вернулся в «Джетс» и подписал с командой однолетний контракт на $1,75 млн.

#### Чикаго Блэкхокс
1 июля 2024 года в качестве свободного агента подписал двухлетний контракт с «Чикаго Блэкхокс» на сумму $6,6 млн.

## Международная карьера
В 2012 году участвовал в молодежной Суперсерии в матчах против сборной России.